# Godfrey Brown
Godfrey Brown (Arthur Godfrey Kilner Brown; * 21. Februar 1915 in Bankura, Bengalen, Indien; † 4. Februar 1995 in Sussex) war ein britischer Sprinter und Olympiasieger.
Brown war ein hoch talentierter Läufer über 100 Yards und die halbe Meile. 1936 und 1938 gewann er die britischen AAA-Meisterschaften über 440 Yards und 1939 über 880 Yards. 1937 gewann er bei den Studentenweltmeisterschaften 3-mal Gold, jeweils im 400-Meter-Lauf, in der 4-mal-100-Meter-Staffel und in der 4-mal-400-Meter-Staffel. Bei den Europameisterschaften 1938 in Paris gewann er Gold über 400 Meter, Silber in der 4-mal-100-Meter-Staffel und Bronze in der 4-mal-400-Meter-Staffel.
Bei den Olympischen Spielen 1936 in Berlin gewann er die Silbermedaille im 400-Meter-Lauf, hinter dem US-Amerikaner Archie Williams und vor dessen Landsmann James LuValle. Eine Goldmedaille gewann er in der 4-mal-400-Meter-Staffel, zusammen mit seinen Teamkollegen Freddie Wolff, Godfrey Rampling und Bill Roberts, vor den Mannschaften aus den USA (Silber) und Deutschland (Bronze).
Seine Schwester Audrey und sein Bruder Ralph waren ebenfalls bemerkenswerte Leichtathleten. Audrey gewann bei den Olympischen Spielen 1936 die Silbermedaille in der 4-mal-100-Meter-Staffel, und Ralph gewann 1934 die britischen AAA-Meisterschaften im 440-Yards-Hürdenlauf.
Godfrey Brown studierte Englisch und Geschichte an der Universität Cambridge und arbeitete nach seiner Graduierung als Geschichtslehrer an der Bedford School. Wegen seiner schlechten Sehfähigkeit wurde er von der Armee freigestellt und wurde kurz vor Kriegsbeginn Schulleiter der Rochester School. Während des Zweiten Weltkriegs wurde er zuerst nach Lamberhurst und dann nach Taunton evakuiert. Von 1950 bis 1978 war er Schulleiter der Worcester Royal Grammar School.